# Томпсон, Джина
Джи́на То́мпсон (англ. Gina Thompson; настоящее имя — Ладжи́ния То́мпсон (англ. Lugenia Thompson), род. в Вайнленде, Нью-Джерси, США) — американская R’n’B-певица, наиболее успешная часть карьеры которой пришлась на 1990-е годы.

## Биография
Томпсон выросла в Вайнленде (Нью-Джерси). Пела с детского возраста. После окончания учёбы в 1995 году подписала контракт с лейблом Mercury Records, на котором в следующем году записала свой дебютный альбом Nobody Does It Better. Сингл с этого альбома, «The Things That You Do», получил хорошие рейтинги в музыкальных чартах Billboard. В это время Джина Томпсон сотрудничает с тогда ещё малоизвестной Мисси Эллиотт, которая принимает гостевое участие в записи второго альбома Томпсон If You Only Knew в 1999 году.
В целом пик популярности певицы пришёлся на 1996—1998 годы, после чего её музыкальная карьера пошла на спад. После неуспешного сингла «Caught Up» (1999) проект Джины Томпсон был заморожен. В 2009 году певица вернулась в шоу-бизнес, выпустив свой третий альбом Missing You. Из-за недостаточного финансирования пластинка, однако, также провалилась в хит-парадах.
Томпсон имеет собственный лейбл звукозаписи «MaLjo Entertainment».

## Дискография

### Альбомы
- Nobody Does It Better (1996) —  US Heatseekers #26, US R&B Albums #36[4]
- If You Only Knew (1999)
- Missing You (2009)

### Синглы
- «The Things That You Do» (1996) —  US Hot 100 #41, US R’n’B #12, US Dance #3[4]
- «You Bring The Sunshine» (1997) —  US R’n’B #53[4]
- «Ya Di Ya (feat. Missy Elliott)» (1999) —  US R’n’B #38[4],  GER #85[5]
- «Caught Up (feat. Beanie Sigel)» (1999)
- «We Don’t Talk No More (Dancehall Remix)» (2008)